# Elmer Robinson
Elmer Edwin Robinson (San Francisco, 3 ottobre 1894 – Paradise, 9 giugno 1982) è stato un politico statunitense, 33º sindaco di San Francisco.